# Gelijkenis van de farizeeër en de tollenaar

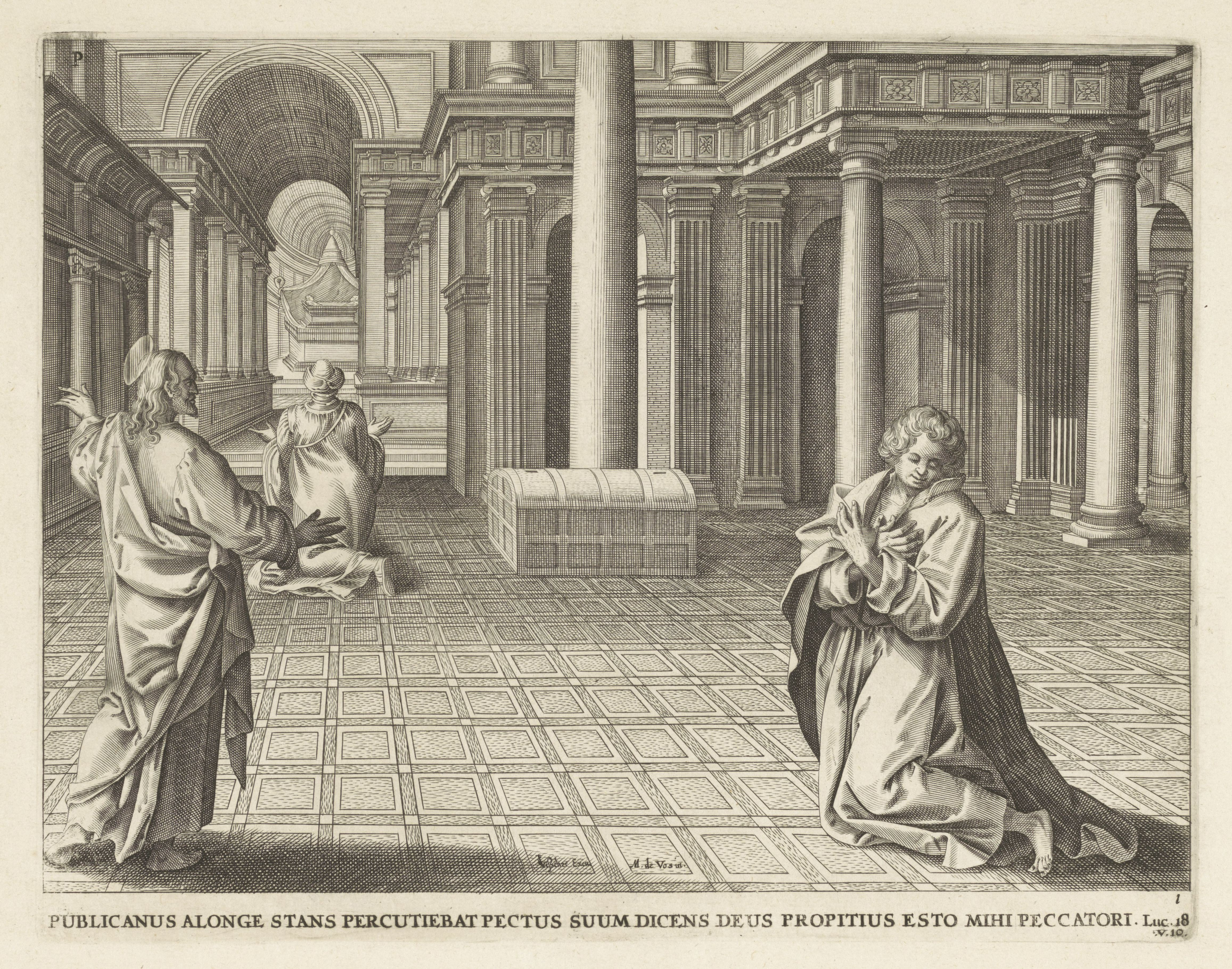
Gelijkenis de farizeeër en de tollenaar

De gelijkenis van de farizeeër en de tollenaar is een parabel van Jezus uit Lucas 18:9–14 in het Nieuwe Testament.

## Inhoud
Jezus vertelde een gelijkenis waarbij twee mannen naar de Joodse tempel gingen om te bidden. De ene was een farizeeër, de andere een tollenaar. De farizeeër stond rechtop en zei in zijn gebed: “Dank u, God, dat ik niet zo ben als alle zondaars. En zeker niet zoals die tollenaar daar! Ik bedrieg niemand. Ik pleeg geen overspel. Ik vast twee maal per week. En ik geef U tien procent van alles wat ik verdien.” De tollenaar stond achter in de tempel. Hij durfde niet omhoog te kijken, terwijl hij aan het bidden was, maar sloeg zich van berouw en verdriet op de borst en bad: “God, ik ben een zondaar. Wilt U mij in genade aannemen?” Jezus zei dat de tollenaar vergeving van God had ontvangen toen hij naar huis ging, maar de farizeeër niet. 'Want wie erop uit is meer eer te krijgen dan hem toekomt, zal worden vernederd. Maar wie nederig is, zal eer ontvangen.'

## Interpretatie
In de 1e eeuw n.Chr. waren de farizeeën een vooraanstaande groep onder de Joden en stonden ze bekend om hun strikte naleving van de wet van Mozes en de mondeling overgeleverde 'regels van de voorouders'. Tollenaars werden juist sociaal gemeden omdat ze samenwerkten met de Romeinen als de bezetter en zij geld afpersten van de bevolking. In deze parabel worden de twee groepen voorgesteld volgens de stereotypen van hun tijd: de farizeeën als vroom, de tollenaars als paria, maar dan met een draai die de luisteraars niet zouden verwachten. Het gebed van de farizeeër was geenszins ongebruikelijk voor zijn tijdgenoten, integendeel, het is een voorbeeldig Joods gebed. De  (middelste, 4e) boetepsalm die de tollenaar bidt (Psalmen 51:13) eindigt in een zin die duidelijk maakt waarom het wanhoopsgebed van de tollenaar een gunstig oordeel van Jezus krijgt:
Het offer voor God is een gebroken geest; een gebroken en verbrijzeld hart zult U, God, niet verachten. (Psalmen 51:19)
Moderne theologen benadrukken dat dit geen voorbeeldverhaal is, maar een gelijkenis. Daarom gaat het hier niet om een veroordeling van de farizeeën, noch om een waardering van de tollenaars; in plaats daarvan wordt uitgegaan van hun gebruikelijke beoordeling. De kern van het verhaal is dat zelfs een farizeeër zelfrechtvaardiging kan bedrijven en zelfs een tollenaar kan zich bekeren; en het is precies het vermogen om boete te doen dat van belang is voor Jezus.